# Storm Paris
Storm Paris – ostatni album duetu The Communards – Jimmy Somerville i Richard Coles wydana w 1988 r. po której zespół rozpadł się. Kolejne płyty wydawane pod szyldem The Communards to składanki utworów z poprzednich nagrań.
Album zawiera nowe wersje znanych już utworów, głównie koncertowe, zarejestrowane podczas występu w paryskiej Olimpii w grudniu 1987 r. Wydany został w Wielkiej Brytanii przez London Records Ltd. na trzech czarnych krążkach 12", 33⅓ stereo, pod numerami katalogowymi: LONX 166, LONY 166, LONZ 166.

## Lista utworów
Część A, strona A
1. For a Friend (05:08), muzyka i słowa Jimmy Somerville i Richard Coles
2. Victims (05:08), muzyka i słowa Jimmy Somerville i Richard Coles, nagranie koncertowe

Część A, strona B
1. Don't Leave Me This Way (03:50), Kenny Gamble, Cary Gilbert, Leon Huff, nagranie koncertowe
2. Heavens Above (03:58), muzyka i słowa Jimmy Somerville i Richard Coles, nagranie koncertowe

Część B, strona A
1. For a Friend (04:54), muzyka i słowa Jimmy Somerville i Richard Coles, remix
2. You Are My World (03:58), muzyka i słowa Jimmy Somerville i Richard Coles, nagranie koncertowe

Część B, strona B
1. So Cold the Night (05:18), muzyka i słowa Jimmy Somerville, nagranie koncertowe
2. Victims (05:08), muzyka i słowa Jimmy Somerville i Richard Coles, nagranie koncertowe

Część C, strona A
1. For a Friend (05:00), muzyka i słowa Jimmy Somerville i Richard Coles, nagranie koncertowe
2. Never Can Say Goodbye (05:14), muzyka i słowa Clifton Davis, nagranie koncertowe

Część C, strona B
1. Victims (05:08), muzyka i słowa Jimmy Somerville i Richard Coles, nagranie koncertowe
2. Hold On Tight (04:36), muzyka i słowa Jimmy Somerville i Richard Coles, nagranie koncertowe